# 小米手机2
小米手机2是小米科技于北京时间2012年8月16日在中国北京798艺术中心发布的智能手机系列。这一系列包含小米手机2、小米手机2S以及小米手机2A三款智能手机机型，为小米手机数字系列的第二代机型系列。其中，小米手机2于2012年8月16日召开的发布会上发布，小米手机2S与小米手机2A则在2013年4月9日举办的小米米粉节新品发布会中发布。
本条目介绍的是小米手机2及其升级款机型小米手机2S，有关于这一机型的低阶款机型，请参见条目小米手机2A。

## 简介
小米手机2是小米科技所研发的第二款智能手机机型，是小米手机的升级迭代产品。其采用直板式设计，正面搭载了一块由夏普和JDI提供的4.3英寸720P分辨率LCD屏幕，屏幕上方设有mi字logo和200万像素的前置摄像头，屏幕下方则设有三枚经镀色设计的电容式触控按键，分别为菜单、桌面和返回键。桌面键下方设有隐藏式彩色消息提醒灯，并提供可自定义的发色设置选项。后盖和电池则采用可拆换设计，机身背面上方中央位置设有一枚800万像素的主相机，扬声器开孔、闪光灯及降噪麦克风分列主相机左右两侧，呈一字排开。机身背面下方中央位置则设有小米的logo及小米网的网址“www.xiaomi.com”字样。机身右侧设音量键和电源/唤醒休眠按钮，底部则保留了挂绳孔。

### 小米手机2
小米手机2采用高通骁龙S4 Pro（APQ8064）的SoC，附以提供蜂窝信号解析的WCDMA/CDMA基带芯片、2GB RAM以及16GB或32GB ROM。
小米手机2提供联通版（手机型号为Mi 2）和电信版（手机型号为Mi 2C）两个网络版本、16GB和32GB两个存储版本，其16GB存储版本售价为1999元人民币，32GB存储版本售价为2299元人民币。其中，电信版仅有16GB存储版本可选。全部版本均仅提供白色后盖一个配色，消费者可自行在小米商城中挑选其他颜色的后盖。此外，小米手机2的原厂电池也提供多个配色，但随机附带的电池均为橙色，消费者可在小米商城挑选其他颜色的电池。

### 小米手机2S
2013年4月9日，小米科技在北京国家会议中心发布了小米手机2的升级款机型小米手机2S。小米手机2S的外观、机身尺寸、重量、设计元素等都与小米手机2完全相同，仅将小米手机2上搭载的SoC平台由高通骁龙S4 Pro更换为增强型号高通骁龙600（APQ8064T），以及将其32GB存储版本采用的后置主摄像传感器由800万像素提升至1300万像素。
小米手机2S同样提供联通版（手机型号为Mi 2S）和电信版（手机型号为Mi 2SC）两个网络版本、16GB和32GB两个存储版本，与小米手机2不同的是，小米手机2S电信版亦有32GB存储版本可选。其16GB存储版本以及32GB存储版本的零售价格均与小米手机2相同。在小米手机2上可用的多彩后盖以及多彩电池均可在小米手机2S上使用。

## 销售
小米手机2于2012年9月22日发售16GB存储版本的工程纪念版，该版本在正面的mi字logo处设有米字星“*”标记，限量发售600台，仅小米社区、MIUI论坛1200位资深用户拥有购买资格。2012年10月30日中午12时，小米手机2联通版量产机正式在小米商城销售，初期仅提供16GB存储版本。
2013年1月26日中午12时，小米手机2电信版正式在小米商城销售。
2013年4月9日，为迎合小米手机2S发布，小米手机2各版本销售价格下调50元人民币，至1949元和2249元人民币。
2013年6月前后，小米手机2售罄退市，由其增强机型小米手机2S接替。
2014年6月前后，小米手机2S下架退市。